# Mesochorus kirunae
Mesochorus kirunae là một loài tò vò trong họ Ichneumonidae.